# Anita Stocker
Anita Stocker (* 25. September 1962) ist eine deutsche Journalistin. Sie war Chefredakteurin der Zeitschrift test der Stiftung Warentest.
Anita Stocker hat eine Ausbildung als Journalistin und arbeitete nach Studium und ihrem Volontariat zunächst als Wirtschaftsredakteurin bei der Nürnberger Zeitung, dem Forbes Magazine und bei der Zeitschrift Das Haus. Seit der Gründung im Januar 1996 war sie bei Focus Online in München tätig. Von 2003 bis 2006 arbeitete sie als stellvertretende Ressortleiterin beim Wirtschaftsmagazin Capital in Köln. Danach kehrte Stocker zu Focus Online zurück, wo sie zunächst verschiedene Ressorts leitete und 2008 stellvertretende Chefredakteurin wurde.
Von Januar 2012 bis Anfang 2021 war sie als Nachfolgerin von Hubertus Primus Chefredakteurin der Zeitschrift test.

## Veröffentlichungen
- Mit Justus Schönemann: Geld sparen beim Hausbau und Wohnungskauf, Compact Ratgeber Hausbau, Compact Verlag GmbH (1992), ISBN 9783817421152